# 키바야시 신
기바야시 신(일본어: 樹林 伸, 1962년 7월 22일 ~ )은 일본의 만화 스토리 작가이자 소설가, 수필가이다. 언론과 인터뷰할 때는 "아기 다다시"(亜樹 直)를 대표 필명으로 사용한다.
아기 다다시는 누나 기바야시 유코(樹林 ゆう子)와 공동으로 사용하는 합작 필명이기도 하다. 누나를 아기 다다시 A로 동생을 아기 다다시 B로 구분하는 경우도 있다.
도쿄도 출신으로 와세다 대학 정치경제학부 졸업하였고, 1987년 《주간 소년 매거진》에 입사하여 다년간 편집자로 활동하였다. 이후 독립하여 만화 스토리 작가, 소설가, 드라마 기획자로 다방면에서 활동하고 있다. 와인 수집과 수채화 그리기가 취미다. 누나는 프리랜서 저널리스트로 활동하기도 한다.

## 작품 목록

### 만화 원작

#### 아기 다다시
- 《사이코 닥터(サイコドクター 사이코 도쿠타[*])》
- 《사이코 닥터 카이 쿄오스케(サイコドクター 楷恭介 사이코도쿠타 가이 교우스케[*])》
- 《시바토라(シバトラ)》[2]
- 《신의 물방울(神の雫 가미노 시즈쿠[*])》
- 《우리학교 괴담전설(学校の怖い噂 갓코노 고와이 우와사[*])》
- 《사이코 버스터즈(サイコバスターズ 사이코 바스타즈[*])》[3]

#### 아리모리 조지
- 《아소봇 오공(アソボット戦記五九 아소봇토 센키 고쿠[*])》

#### 아마기 세이마루
- 《리모트(リモート 리모토[*])》
- 《소년탐정 김전일(金田一少年の事件簿 긴다이치 쇼넨노 지켄보[*])》
- 《탐정학원 Q(探偵学園Q 단테이 각구엔 큐우[*])》

#### 아오키 유야
- 《겟 백커스(ゲットバッカーズ -奪還屋- 겟토밧카즈 닷칸야[*])》

#### 안도 유마
- 《미스터리 극장 에지(サイコメトラーEIJI 사이코메토라 에이지[*])》
- 《도쿄 80's(東京エイティーズ 도쿄 에이티즈[*])》
- 《쿠니미츠의 정치(クニミツの政 구니미쓰노 마쓰리[*])》

#### 이가노 히로아키
- 《에어리어의 기사(エリアの騎士 에리아노 기시[*])》

#### 류우몬 료우
- 《블러디 먼데이(ブラッディ・マンデイ 브랏디 만데이[*])》

### 소설

#### 기바야시 신
- 《리인카네이션》
- 《도쿄 겐지 이야기》
- 《비트 트레이더》

### 에세이

#### 아기 다다시
- 《와인의 기쁨》

## 참고 문헌
- 코믹스톰 스톰Brain 만화작가(해외) 아기 타다시

## 추가 문헌
- 신의 물방울 저자 타다시 아기와의 만남[깨진 링크(과거 내용 찾기)], 와인21
- "와인은 천·지·인 합작품 … 그 속엔 드라마가 있다" 보관됨 2007-02-07 - 웨이백 머신, 중앙일보